# مارسيل ريناتا
مارسيل ريناتا (بالإنجليزية: Marcel Renata)‏ هو لاعب اتحاد الرغبي نيوزلندي، ولد في 24 فبراير 1994 في أوكلاند في نيوزيلندا.

## وصلات خارجية
- مارسيل ريناتا على موقع ItsRugby.co.uk (الإنجليزية)